# Affaire Geoffrey Perrin
 (novembre 2019).
L'affaire Geoffrey Perrin qui était appelée affaire Marcelle Bouvard avant que l'auteur de ce crime soit condamné, est une affaire criminelle française dans laquelle Marcelle Bouvard a été assassinée le 16 avril 2006, chez elle, à Ladoix-Serrigny, par son petit-neveu Geoffrey Perrin.

## Biographie
Marcelle Bouvard, née Chauvain le 12 juin 1926 à Champagne-sur-Loue (Jura), était mariée avec Charles Bouvard, l'ancien maire de la petite commune de Ladoix-Serrigny, dans le département de la Côte-d'Or, en Bourgogne. Le couple n'a eu aucune descendance. 
Ils ont accueilli un orphelin, Marcel Pascal Savio Perrin, né en 1954, considéré comme leur fils, qui se mariera et aura deux enfants : Geoffrey et Marie-Madeleine. Ils ont connu en 1990 la mort de leur père qui, sous les effets de l'alcool, a eu un accident mortel en voiture, lorsqu'il rentrait d'une soirée organisée par ses parents adoptifs. 
Les relations familiales entre les membres de la famille étaient distendues. Marie-Madeleine en tant que locataire, louait une habitation de Marcelle Bouvard.
Marcelle Bouvard a déshérité ses petits-neveux Marie-Madeleine et Geoffrey au bénéfice de leurs cousins sans les en avoir informés. Il est question d'un important héritage avec, à la clé, 3 maisons, 2 vignobles, 3 résidences secondaires et une somme importante sur les comptes bancaires,,.

## Faits et enquête
Le lundi 16 avril 2006, Marcelle Bouvard, âgée de 79 ans, est retrouvée morte à son domicile de Ladoix-Serrigny. Décrite comme une femme appréciée de tout le monde, à qui on ne connaissait aucun ennemi, son corps est découvert, au pied d'un escalier, le crâne fracassé. Les enquêteurs pensent d'abord qu'elle s'est blessée elle-même, mortellement, en tombant. 
Après l'autopsie réalisée sur son corps, les enquêteurs arrivent à la conclusion suivante : Marcelle Bouvard a été assassinée. De violents coups ont été portés au crâne à l'aide d'un jéroboam, une bouteille de champagne de trois litres.

## Procès et condamnation
Geoffrey Perrin est condamné à 25 ans de prison le 16 septembre 2009, dont les deux tiers de sûreté.

## Documentaires télévisés
- « Au-dessus de tout soupçon » le 26 septembre 2012 dans Enquêtes criminelles : le magazine des faits divers sur W9.
- « Qui a tué la femme du maire ? » (premier reportage) dans « ... à Dijon » le 14 avril 2014 dans Crimes sur NRJ 12.
- « Le magot de Marcelle Bouvard » le 29 mars 2015 dans Faites entrer l'accusé présenté par Frédérique Lantieri sur France 2.
- « Marcelle : Main basse sur le magot » (premier reportage) dans « Au-dessus de tout soupçon » le 21 février 2019 dans Héritages sur NRJ 12.

## Émission radiophonique
- « L'affaire Marcelle Bouvard » le 27 avril 2016 dans L'Heure du crime de Jacques Pradel sur RTL[2]
- « L'affaire Marcelle Bouvard : meurtre en famille » le 5 novembre 2018 dans Hondelatte raconte sur Europe 1